# Ebenthal in Kärnten
Ebenthal in Kärnten (Sloveens: Žrelec) is een gemeente in de Oostenrijkse deelstaat Karinthië, en maakt deel uit van het district Klagenfurt-Land.
Ebenthal ligt ten zuidoosten van Klagenfurt en telt ongeveer 7500 inwoners

## Gemeentelijke indeling
Ebenthal is verdeeld in tien kadastrale gemeenten (katastralgemeinde): Ebenthal (Žrelec), Gradnitz (Gradnice), Gurnitz (Podkrnos), Hinterberg, Kreuth (Rute), Lipizach (Lipica), Mieger (Medgorje), Radsberg (Radiše), Rottenstein (Podgrad), Zell bei Ebenthal (Selo)
Plaatsen:
| Aich an der Straße (Dobje) Berg (Rute pri Medgorjah) Ebenthal (Žrelec) Goritschach (Goriče) Gradnitz (Gradnice) Gurnitz (Podkrnos) Haber (Gaber) Hinterberg Kohldorf (Vogle) Kosasmojach (Kozasmoje) Kossiach (Kozje) Kreuth (Rute)) | Lipizach (Lipica) Mieger (Medgorje) Moosberg (Kajže) Niederdorf (Dolnja vas) Obermieger (Zgornje Medgorje) Obitschach (Običe) Pfaffendorf (Hovja vas) Priedl (Predel) Radsberg (Radiše) Rain (Breg) Reichersdorf (Riharja vas) | Rosenegg Rottenstein (Podgrad) Saager (Zagorje) Sabuatach (Zablate) Schwarz (Dvorec) Tutzach (Tuce) Untermieger (Spodnje Medgorje) Werouzach (Verovce) Zell (Selo) Zetterei (Cotarija) Zwanzgerberg (Osojnica) |

Ebenthal in Kärnten ·
Feistritz im Rosental ·
Ferlach ·
Grafenstein ·
Keutschach am See ·
Köttmannsdorf ·
Krumpendorf am Wörthersee ·
Ludmannsdorf ·
Magdalensberg ·
Maria Rain ·
Maria Saal ·
Maria Wörth ·
Moosburg ·
Poggersdorf ·
Pörtschach am Wörthersee ·
Sankt Margareten im Rosental ·
Schiefling am Wörthersee ·
Techelsberg am Wörther See ·
Zell
- Gemeinsame Normdatei: 4680368-3
- MusicBrainz: 85b7028a-5986-4fc9-9fe4-c1809188aa08
- Nationale Bibliotheek van Tsjechië: xx0154241
- Virtual International Authority File: 239655496